# زورخانه ذوالفقار
زورخانه ذوالفقار مربوط به اواخر دوره قاجار است و در یزد، شاهدیه، خیابان امام خمینی، کوچه پشت حسینیه ثارالله واقع شده و این اثر در تاریخ ۱۰ خرداد ۱۳۸۲ با شمارهٔ ثبت ۹۱۲۹ به‌عنوان یکی از آثار ملی ایران به ثبت رسیده است.